# Hobbseus petilus
Hobbseus petilus är en kräftdjursart som beskrevs av Fitzpatrick 1977. Hobbseus petilus ingår i släktet Hobbseus och familjen Cambaridae. IUCN kategoriserar arten globalt som otillräckligt studerad. Inga underarter finns listade i Catalogue of Life.